# خرافت- دي رايب
خرافت- دي رايب Graft-De Rijp  هي مدينة وبلدية سابقة بمقاطعة شمال هولندا، هولندا. منذ 2015 أصبحت جزءاً من بلدية ألكمار.

## أعلام
- ريلند